# Willy Quandt
Willy Quandt (* 22. März 1912 in Dramburg; † 3. Januar 1968 in Itzehoe) war ein deutscher Pfarrer sowie Leiter des Evangelischen Pfarrhausarchivs im Lutherhaus in Eisenach.

## Leben
Quandt wurde in Dramburg am 22. März 1912 geboren. Dort besuchte er das Gymnasium und machte sein Abitur. Später studierte er Theologie in Heidelberg, Wien sowie Greifswald und war Vikar in Belgard und Bütow.
Quandt besuchte ein Predigerseminar in Wittenberg und war danach Prädikant in Pommerensdorf, Stargard, Lebbin und 1938 in Stralsund.
Im Jahr 1946 wurde er zum Assistent von Pfarrer August Angermann in Wittenberg berufen. Dieser hatte 1925 das „Evangelische Pfarrhausarchiv“ gegründet, das zeigen sollte, wie die Geschichte des Evangelischen Pfarrhauses mit dem Werdegang des Volkes verflochten, und welcher Einfluss von Menschen des evangelischen Pfarrhauses auf das Leben des Volkes ausgegangen ist. Zur damaligen Zeit stellte das Archiv eine Mischung aus Gedenkstätte, Sammlung und Museum dar. Heutzutage bildet das „Evangelische Pfarrhausarchiv“ den Grundstock des 2015 wiedereröffneten neuen Lutherhauses in Eisenach. Nach dem Tod Angermanns im Jahr 1947 trat Willy Quandt seine Nachfolge als Leiter des „Evangelischen Pfarrhausarchivs“ an. Er war von 1948 bis 1968 der zweite Leiter des Archivs und dessen Ausstellung „Schausammlung und Forschungsstätte Pfarrhaus und Volk“.
1948 zog, unter Vermittlung des  thüringischen Landesbischofs Moritz Mitzenheim, die Sammlung nach Eisenach auf den „Hainstein“. Zugleich war Willy Quandt zu dieser Zeit Pfarrer in Stedtfeld bei Eisenach.
Zusammen mit August Angermann arbeitete er an „Deutsche Pfarrerstöchter“, welches 1954 veröffentlicht wurde. 1955 veröffentlichte er „Theodor Storm und das evangelische Pfarrhaus.“ 1956 wurde sein Buch „Bedeutende Männer aus Thüringer Pfarrhäusern. Gabe der Thüringer Kirche an das Thüringer Volk.“ veröffentlicht. Im gleichen Jahr zog das Evangelische Pfarrhausarchiv mit seiner Sammlung und der Ausstellung in das neueröffnete Lutherhaus in Eisenach um.
Eines seiner wichtigsten Werke war „Martin Luther als Schüler in Eisenach und das Eisenacher Lutherhaus“, welches 1965 veröffentlicht wurde und für lange Zeit das einzige Werk über Martin Luthers Zeit in Eisenach und das Lutherhaus war.
Willy Quandt ging aufgrund einer Krankheit 1967 in den Ruhestand. Er erhielt die Genehmigung zur Ausreise aus der DDR, siedelte nach Westdeutschland über und verstarb im Dezember 1967 nach dem Besuch seiner Schwester in Itzehoe. Er wurde am 9. Januar 1968 in Itzehoe beerdigt.

## Schriften
- „Theodor Storm und das evangelische Pfarrhaus.“ von Willy Quandt, Westholsteinische Verlagsanstalt, Heide, 1955
- „Deutsche Pfarrerstöchter.“ von August Angermann und Willy Quandt, Lichtweg-Verlag, Essen 1954
- „Bedeutende Männer aus Thüringer Pfarrhäusern. Gabe der Thüringer Kirche an das Thüringer Volk.“ von Willy Quandt, Evangelische Verlagsanstalt, Berlin, 1956
- „Martin Luther als Schüler in Eisenach und das Eisenacher Lutherhaus“ von Willy Quandt, Evangelische Verlagsanstalt, Berlin, 1965
- „Am Ostseestrand von Pommern bis Memel. Leben und Wirken des Pfarrers Carl Gottlieb Rehsener (1790 – 1862)“ von Willy Quandt und Hans-Joachim Bahr, Grote, Köln, 1977